# 137 (szám)
137 a 136 és 138 között található természetes szám.

## Matematikában
Százharminchét a harmincharmadik prímszám; a következő a 139, amellyel ikerprím párt alkot, ezért a 137 Chen-prím. A 137 egy Eisenstein-prím {\displaystyle 3n-1} alakú valós résszel és képzetes rész nélkül. Ő a negyedik Stern-prím. Erős prím is, azaz nagyobb a két szomszédos prímszám számtani közepénél.
Waring feladata szerint minden elég nagy szám fölírható legfeljebb 137 hetedik hatvány összegeként.
Egy körlapot két sugárral az aranymetszés aránya szerint két cikkre közelítőleg 137° és 222° középponti szögekkel lehet osztani.
Szigorúan nem palindrom szám.
Pillai-prím.

## Fizikában
A finomszerkezeti állandó értéke jó közelítéssel 1/137. Ez a természeti állandó az alábbi módon van definiálva:
{\displaystyle \alpha ={\frac {e^{2}}{\hbar c\ 4\pi \epsilon _{0}}}\approx {\frac {1}{137,03599911(46)}}},
ahol {\displaystyle e} az elemi töltés, {\displaystyle c} a vákuumbeli fénysebesség, {\displaystyle \hbar } a redukált Planck-állandó és {\displaystyle \epsilon _{0}} a vákuum elektromos permittivitása. A finomszerkezeti állandó dimenziótlan (mértékegység nélküli) mennyiség, ezért mérőszáma tetszőleges mértékegységrendszerben ugyanannyi.
Az állandó jelentősége abban rejlik, hogy kvantum-elektrodinamikában folyton föltűnik az elektromágneses kölcsönhatás nagyságának szorzójaként. Mivel a kölcsönhatások rendjei ennek az állandónak hatványai szerint gyengülnek, ezért az ő kis értéke gondoskodik róla, hogy a közelítéseink jogosak legyenek. Például egy elektron-elektron szórás esetén csak azt az esetet kell figyelembe vennünk, amikor egy foton közvetíti a kölcsönhatást, minden további foton megjelenésének a valószínűsége 137-szer kisebb. Ez tette lehetővé, hogy a kvantum-elektrodinamikával olyan pontosan leírják a valóságot.
Ezzel ellentétben a kvantum-színdinamikában a magasabbrendű kölcsönhatások valószínűsége laboratóriumi energiaskálán csupán egy 1 nagyságrendű szám hatványai szerint csökken, ezért ott sokkal bonyolultabb számításokra van szükség.
Mióta Arthur Sommerfeld 1915-ben először bukkant rá erre a dimenziótlan állandóra, a fizikusok értetlenül állnak előtte. A fizika egyéb területein megszoktuk, hogy a természeti állandók vagy mértékegységgel rendelkeznek, mint a gravitációs állandó vagy a fénysebesség, így nem hasonlíthatóak össze más állandókkal, nem mondhatjuk, hogy nagyok vagy kicsik lennének, vagy az összefüggésekben szereplő mértékegység nélküli együtthatók egyhez közeliek, mint {\displaystyle {\frac {\pi ^{2}}{6}}}, {\displaystyle {\frac {1}{4\pi }}} vagy e, a természetes logaritmus alapszáma. A finomszerkezeti állandó azonban kilóg a sorból. A kvantummechanika legnagyobb kutatói, Wolfgang Pauli, Werner Heisenberg, és olyan nagy fizikusok, mint Richard Feynman próbálták megfejteni a látszólagos titkot, hogy ez az állandó két nagyságrenddel tér el az egytől, és ráadásul meglepően közel áll egy egész szám reciprokához.

## Egyéb területeken
137 még:
- I. sz. 137. év vagy i. e. 137.
- A héber számmisztika szerint a „kabala” szó értéke, amely különleges jelentőségű a zsidó kultúra szempontjából.